# Поход Степана Куницкого на Правобережную Украину и Молдавию

## Правобережное гетманство
23 июля 1683 года совет правобережного казачества в присутствии 40 старшин обращается к королю Яну III Собескому с просьбой принять правобережных казаков под свою власть и позволить поход на турецкие владения. Бывший немировский староста Войска Запорожского Степан Куницкий в своём письме королевскому правительству изложил краткое содержание хода совета и сформулировал его предложения к польскому руководству. В частности он отмечал: что 1) «народ христианский украинский уже не имеет возможности терпеть турецкого господства и ждёт счастливой войны польского короля с султаном», 2) казаки наказали македонскому митрополиту, который был у них проездом в Москву, чтобы тот передал царю "чтобы вместе с Польшей шли против Порты «, 3)» есть хорошая возможность напасть на Молдавию и Буджак, поскольку они почти не обороняются ". В связи с этим С. Куницкий просил короля дать согласие на поход казацкого войска в Молдавию и уверял Яна III Собеского, что он рассчитывает набрать до 10 000 казаков для этой операции.
24 августа того же года польский монарх назначает Стефана Куницкого гетманом правобережного Войска Запорожского.

## Освобождение Правобережной Украины
В конце лета подразделения гетмана Куницкого овладели Немировом, изгнав оттуда ставленника молдавского господаря и турецкого гетмана Правобережной Украины. Получив согласие короля на поход в молдавские земли, Куницкий начинает приглашать к себе казаков из левобережных полков и Запорожья. Собрав с запорожских земель около 5000-6000 казаков, гетман в начале сентября 1683 г. отправился на борьбу с «неверными басурманами».
13 сентября украинская армия была неподалёку от Кишинёва. Там опять состоялась казацкая рада, которая постановила «Белгород, Килию, откуда турки имеют больше провианта, покорить и идти на Буджак перед зимой». В письме короля от 24 сентября Куницкий сообщал, что отправил несколько тысяч казаков в буджакские степи, а сам с пехотой остался под Бендерами. В конце октября казаки возвращается на Правобережную Украину. На пути к Немирову полки С. Куницкого пытались захватить Меджибож и Бар, но им это не удалось. Прибыв к Немирову, Куницкий получил от короля на нужды своего войска определённое количество денег, а также несколько орудий, порох, пули и свинец. Отдохнув некоторое время и пополнив свои ряды вновь прибывшими казаками, наказной гетман снова отправился в поход против турок.

## Поход в Молдавию
В конце 1683 г. 5-тысячное войско наказного гетмана совершает поход через молдавские земли в буджакские и белгородские степи. В конце ноября казацкие полки С. Куницкого уничтожили турецко-татарскую засаду и отправились в Кишинёв. Там они объединились с войсками молдавского господаря С.Петричейку.
В декабре 1683 Куницкий получил письмо от польского короля. Гетману предписывалось сдерживать союзников Порты, пока польская армия после своей победы под Веной завершала военную операцию по вытеснению турок из Центральной и Восточной Европы.

## Сражения с татарами
В декабре полки Куницкого одержали победу над турецко-татарской армией Али-паши в битве под Кицканами. Правобережные казаки истребили татарские поселения вокруг Килии, Измаила, Аккермана и вышли к берегам Чёрного моря. Эта победа украинского войска нашла отклик во всей Европе, о ней сообщали тогдашние итальянские, польские, немецкие газеты. Однако в битве под Рени (30 декабря 1683 — 4 января 1684 гг.) подразделения Куницкого потерпели поражение. Недовольные действиями гетмана, в результате которых погибло значительное количество людей, казаки на совете под Могилёвом (начало марта 1684 г.) переизбрали своего руководителя и поставили на гетманство Андрея Могилу, а самого Куницкого убили, когда он, переодевшись в монашескую одежду, пытался уйти с места проведения совета.